# 迷你世界 (奥地利)

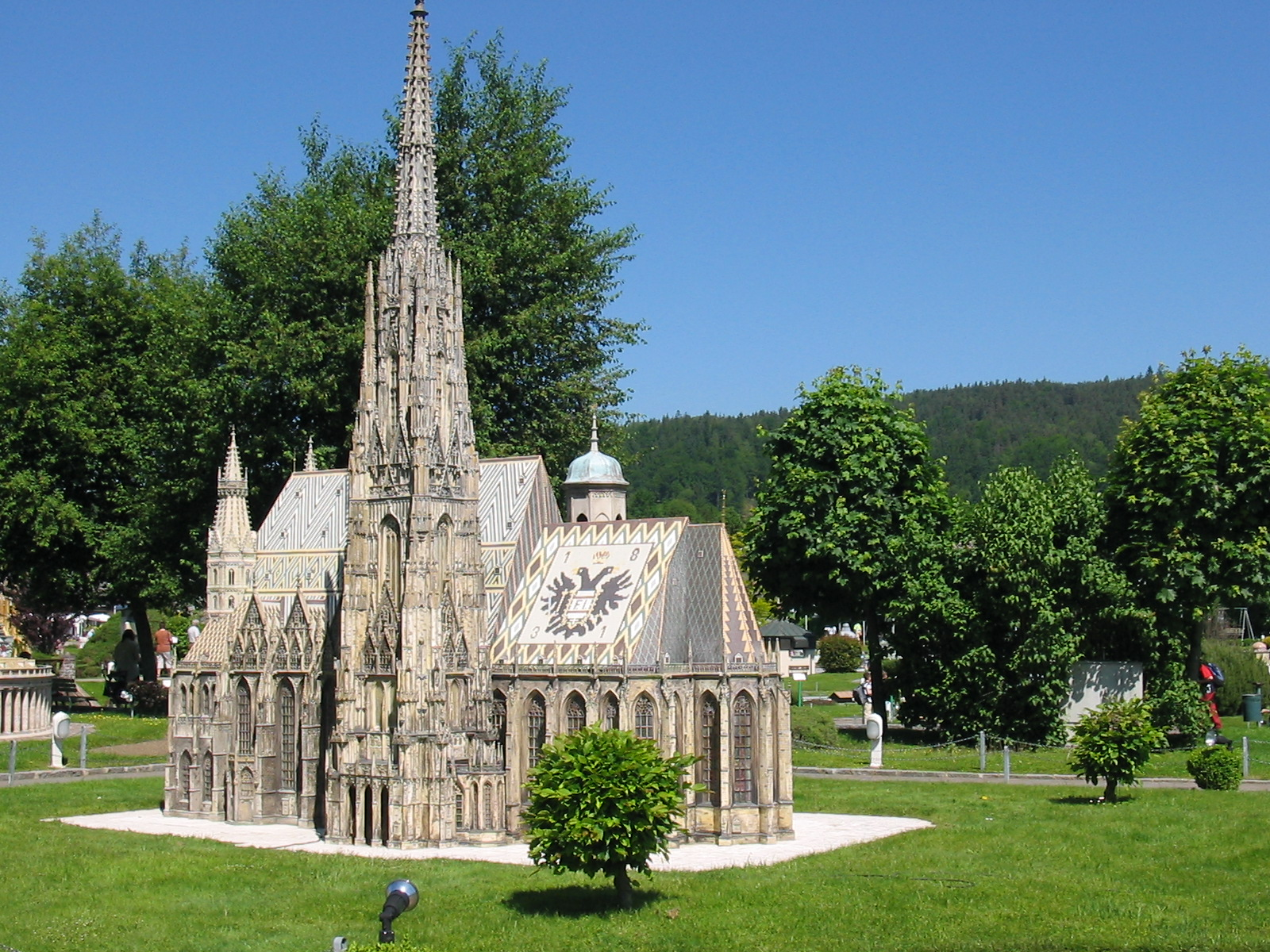
聖斯德望主教座堂的模型

迷你世界（Minimundus）是位於奧地利克拉根福的一座迷你模型公園，擁有超過150座微縮世界各地景觀的模型，微縮比例是25分之1。迷你世界於1958年開幕，面積26,000平方公尺，已有超過1500萬遊客參觀。

## 外部連結
- Minimundus website （页面存档备份，存于）
- Minimundus Germany （页面存档备份，存于）

46°37′11″N 14°15′52″E / 46.61972°N 14.26444°E